# Neolinocarpon nypicola
Neolinocarpon nypicola är en svampart som beskrevs av K.D. Hyde & Alias 1999. Neolinocarpon nypicola ingår i släktet Neolinocarpon, klassen Sordariomycetes, divisionen sporsäcksvampar och riket svampar.   Inga underarter finns listade i Catalogue of Life.